# Cathelyne Graeve

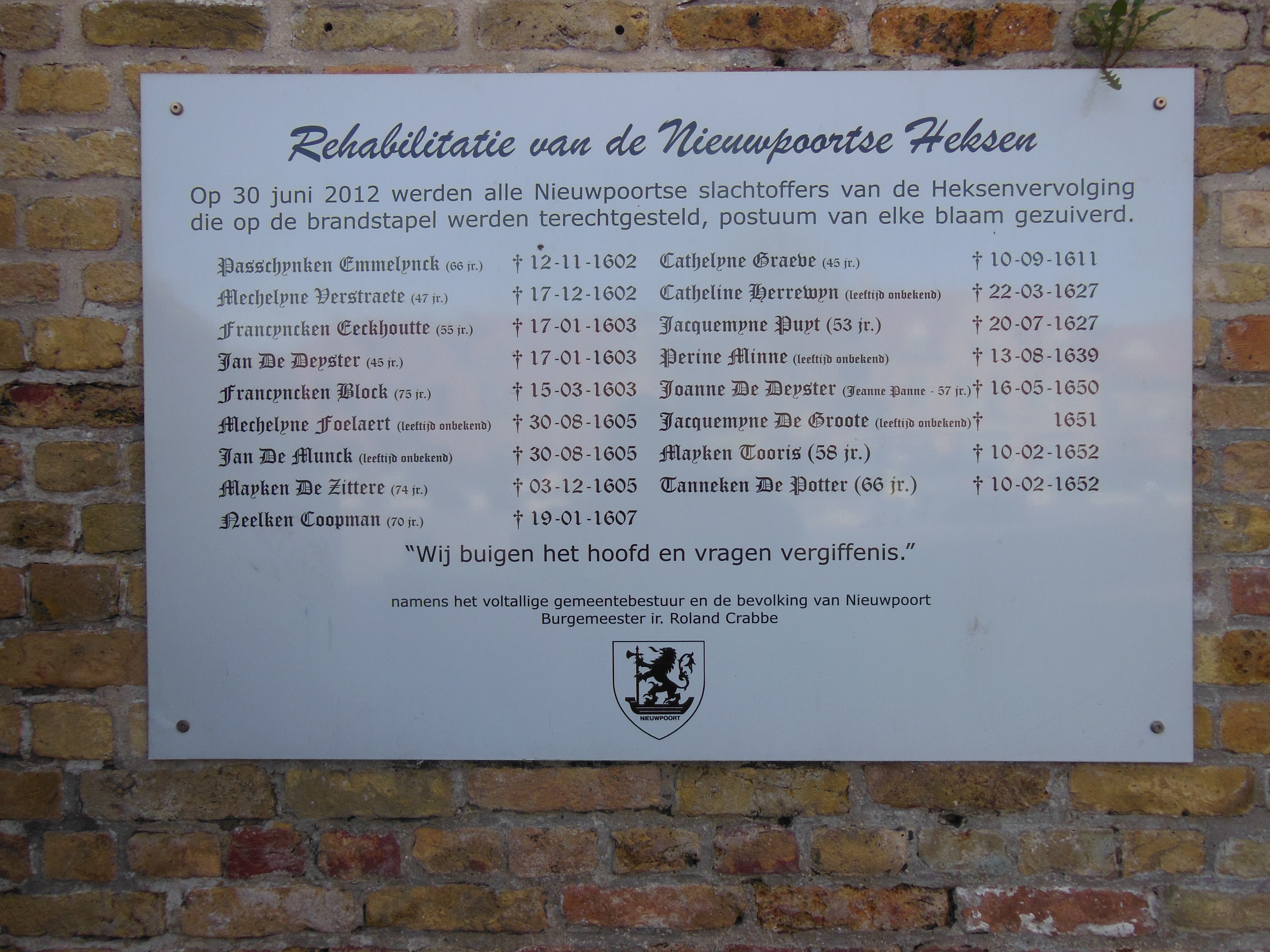
Liste des noms des personnes exécutées pour sorcellerie à Nieuwpoort de 1602 à 1652

Cathelyne Graeve est une femme belge exécutée pour sorcellerie. Elle est brûlée à Nieuport le 10 septembre 1611,,,.